# Патрик Бонд
Патрик Бонд (англ. Patrick Bond; нар. 1961, Белфаст, Північна Ірландія) — професор Університету Квазулу-Натал, де з 2004 року він очолює Центр вивчення громадянського суспільства.

## Біографія
Навчався на економічному факультеті Суортмор-коледжу, у Вортонській школі бізнесу при Пенсильванському університеті та в Університеті Джона Хопкінса на факультеті географії і навколишнього середовища, де і отримав докторський ступінь у 1993 р.
В його наукові інтереси входять політична економія, соціологія, політологія, політична екологія, міжнародні відносини тощо. В 1994-2002 він працював на уряд ПАР як автор або редактор понад дюжини політичних програм, включаючи Програму реконструкції і розвитку (ПРР) і Білу Книгу ПРР. Також він викладав у Вищій школі державного управління і розвитку Університету Вітватерсранда в 1997-2004. Бонд був головним доповідачем на конференції «Демократизація в Африці: минуле і майбутнє», організованої Центром африканських досліджень Лідського університету в грудні 2009 р.
Є членом редакційних рад низки міжнародних журналів: Socialist Register, Historical Materialism, Journal of Peacebuilding and Development Studies in Political Economy, Capitalism Nature Socialism, Review of African Political Economy, and the Journal of Human Development and Capabilities. На початку і середині 1980-х співпрацював з низкою неурядових організацій Йоханесбурга.
Один із розробників теорії субімперіалізму.

## Публікації
перекладені українською
- БРІКС і тенденція субімперіалізму // Спільне. — 12 грудня 2014